# Hungry like the Wolf
Hungry like the Wolf è il secondo singolo dei Duran Duran estratto nel 1982 dall'album Rio.

## Video Musicale
Il video musicale è diretto da Russell Mulcahy e filmato nella giungla dello Sri Lanka, ed evoca l'atmosfera del film I predatori dell'arca perduta. Sebbene inizialmente non sia riuscito a sfondare nel mercato statunitense, MTV ha dato al video un'ampia rotazione radiofonica facendo guadagnare al gruppo molta visibilità. La canzone è arrivata terza nella classifica di Billboard Hot 100 nel marzo 1983, e i Duran Duran sono diventati una realtà internazionale. Nel 1984 il videoclip di Hungry like the Wolf insieme a Girls on Film ha vinto il primo Grammy Award for Best Short Form Music Video.

## Classifiche
| Classifica (1982/83)          | Posizione massima |
| ----------------------------- | ----------------- |
| Australia                     | 5                 |
| Canada                        | 1                 |
| Finlandia                     | 4                 |
| Irlanda                       | 4                 |
| Italia                        | 32                |
| Nuova Zelanda                 | 4                 |
| Paesi Bassi                   | 50                |
| Regno Unito                   | 5                 |
| Stati Uniti                   | 3                 |
| Stati Uniti (mainstream rock) | 1                 |